# الحروب البلغارية العثمانية
وقعت الحروب البلغارية العثمانية بين الممالك المتبقية من الإمبراطورية البلغارية الثانية المتفكّكة والإمبراطورية العثمانية في النصف الثاني من القرن الرابع عشر. أدّت الحروب إلى انهيار الإمبراطورية البلغارية وإخضاعها، وانتهت فعليًا بالغزو العثماني لتارنوفو في يوليو 1393، على الرغم من صمود الأقاليم البلغارية الأخرى، مثل تساردوم فيفدين، لفترةٍ أطول بقليل.  نتيجةً للحروب، وسّعت الإمبراطورية العثمانية أراضيها بنحوٍ كبير في شبه جزيرة البلقان، لتبسط سيطرتها من الدانوب إلى بحر إيجة.

## الوضع في البلقان عشية الغزو العثماني
وقعت القوّتان الرئيسيتان في البلقان بيزنطة وبلغاريا ضحيتين لعملية اللامركزية من القرن الثالث عشر، حيث نما اللوردات الإقطاعيون المحلّيون ليصبحوا أقوى وأكثر استقلالية عن الأباطرة في القسطنطينية وتارنوفو. وهذا ما أضعف القوّة العسكرية والاقتصادية للحكام المركزيين. أدّت العملية إلى تدهور السلطة المركزية إلى مستوىً أكثر تدهورًا في القرن الرابع عشر، عندما أصبح العديد من النبلاء خاضعين اسميًا فقط للحكومة. في بلغاريا، حكمت عائلة شيشمان المسيطرة على مقاطعة فيدين في الغرب، بينما أسّس باليك في الشرق دسبوتية دبروجا شبه المستقلّة.
انتهز الصرب الفرصة المواتية لتوسيع نطاقهم في الوقت الذي كانت فيه الإمبراطوريتان تواجهان مصاعب داخلية هائلة. انتزع الصرب معظم مقدونيا البلغارية والأرومانية من البيزنطيين خلال الحرب الأهلية في بيزنطة في عشرينيات وثلاثينيات القرن الرابع عشر. هزمت القوات الصربية القوات البلغارية التي كان يقودها الإمبراطور ميخائيل شيشمان في فيلبازد في عام 1330، مما نهض بمكانة البلاد كأقوى دولةٍ في المنطقة. حصل الملك الصربي ستيفان أوروس الرابع دوشان في عام 1346 على لقب الإمبراطور بمباركةٍ من الإمبراطور البلغاري إيفان أليكسندر، على الرغم من أنه بعد وفاته عام 1355، تفكّكت الإمبراطورية الصربية الكبيرة إلى عددٍ قليل من الدول المستقلة. في بلغاريا في نفس الفترة، ورِث إيفان سرتسيمير مقاطعة فيدين من والده إيفان أليكسندر في عام 1356، في حين حكم دوبروتسا -التابعة له شكليًا- دبروجا. كان انعدام الاستقرار ملحوظًا في جنوب البلقان أيضًا: إذ هزّت الإمبراطورية البيزنطية حربٌ أهلية دامية بين يوحنا الخامس باليولوج ويوحنا السادس قانتاقوزن في 1341-1347.
قُسم البلقان سياسيًا مرارًا وتكرارًا إلى عددٍ من الدول الصغيرة التي تتنافس فيما بينها في حوالي منتصف القرن الرابع عشر، ولم يكن هناك كيانٌ قوي موحّد يمتلك جيشًا قويًا بما يكفي للتصدّي للغزاة المسلمين. بالإضافة إلى الدول الأرثوذكسية بصورة رئيسية مثل بلغاريا وبيزنطة وصربيا، كان هناك عدد من الأراضي الكاثوليكية في الغرب والجنوب التي تحتفظ بها البندقية وجنوا ومملكة المجر وكذلك مملكة البوسنة التي كان الأرثوذكس والكاثوليك يعتبرون كنيستها البوسنية (التي ترتبط ارتباطًا وثيقًا بالبوغوميل) تعتبر هرطوقية. وهكذا كان الاختلاف الديني مصدرًا للتوتّرات السياسية المستمرّة في المنطقة.

## العمليات العسكرية في عهد إيفان ألكسندر
كان كل من باليولوج وقنتاقوزن يستخدمون المرتزقة الأجانب، ويحاولون إيجاد حلفاءٍ خارجيين خلال الحرب الأهلية في بيزنطة. دعم الإمبراطور البلغاري المتنافس الأول الذي كان معقله القسطنطينية. من ناحيةٍ أخرى، وظّف يوحنا قانتاقوزن المرتزقة الأتراك العثمانيين بانتظام من آسيا الصغرى الذين سرعان ما أصبحوا لاعبًا أساسيًا في ساحات القتال في تراقيا. غالبًا ما فقد البيزنطيون سيطرتهم على العثمانيين حينما نهب الأخير القرى نهبًا مُمنهجًا في جنوب البلقان بعد عشرينيات القرن الرابع عشر.
لعب مومتشيل، الحاكم البلغاري المستقل لمنطقتا رودوب وبحر إيجة، الذي نما جيشه إلى نحو 2000 رجل، دورًا مهمًّا في الحرب الأهلية البيزنطية في عام 1344؛ بالرغم من أنه في البداية ساند يوحنا قنتاقوزن، وتنصّل مومتشيل من ربيع عام 1344، بعد أن استفزّه عدوان الحلفاء العثمانيين. هزم الأسطول العثماني بالقرب من خليج بورتوغالوس في شهر يونيو. وفقًا للمصادر، أرسل الحاكم البلغاري في الليل قوارب لحرق السفن العثمانية الراسية وبعد فترةٍ وجيزة من هزيمته لجيش قنتاقوزن في موسينوبوليس.
ومن المرجّح أنه كان أوّل حاكمٍ محلّي يدرك التهديد العثماني الوشيك، فقد ناشد مومتشيل دون جدوى مساعدة أباطرة بلغاريا وبيزنطة. على الرغم من مواصلة قواته المقاومة في رودوبس الشرقية، زحف الأتراك بقيادة عمر بك من آسيا الصغرى ودمروا الأراضي البلغارية وطردوا الناس والمواشي منها في مايو 134. هزمت القوات العثمانية بقيادة عمر بك جيش مومتشيل في معركة بيريتور بالقرب من عاصمته كسانثي وكان ذلك بعد فترةٍ وجيزة، في 7 يوليو 1345. تؤكّد المصادر أن الحاكم المستقل هلُك في المعركة دون أن يُسمّي خليفةً له، ليترك البلاد بقليلٍ من الإرادة السياسية أو القيادة لمواجهة الغزو العثماني.
استعاد إيفان أليكسندر سيطرته على العديد من البلدات في تراقيا ورودوبس خلال الحروب الأهلية البيزنطية، لكن تدخّله المتكرّر في الشؤون الداخلية لإمبراطورية بيزنطة أعاق إرساء أي علاقاتٍ أوثق بين المقاطعتين على الرغم من ترسيخ السلام في عام 1332. غزت القوات التركية بلغاريا من جديد في عام 1352، وهاجمت تراقيا، ولا سيما المناطق المجاورة لأيتوس ويامبل وبلوفديف، واستولت على الغنائم الوفيرة. استولى العثمانيون في نفس العام على أوّل حصنٍ لهم في البلقان، تسيمبي في شبه جزيرة جاليبولي، ووضعوا قدمًا ثابتة في أوروبا. حتى عام 1354 دمّرت القوات العثمانية مرّةً أخرى الأراضي حول يامبل وبلوفديف وكذلك الوديان السفلية لنهري ماريتسا وتونجا.
شنّ العثمانيون حملةً اتّجهت نحو صوفيا في عام 1355، ولكن سرعان ما استعانوا بجيش الابن الأكبر لإيفان أليكسندر ووريثه مايكل أسين القريب من إختيمان. انتصر الأتراك في المعركة التالية على الرغم من تكبّد الجانبين خسائر فادحة. على الرغم من انتصار وموت الشاب مايكل أسين، لم يتمكن الأتراك من الوصول إلى صوفيا.

### تحالفٌ فاشل
أثارت الهزيمة حالة تأهّبٍ خطيرة ليس فقط في تارنوفو، ولكن أيضًا في القسطنطينية، مما أجبر يوحنا قنتاقوزن على التنازل عن أحد الوسطاء الرئيسيين للغزو العثماني وإبعاده. في مواجهة التهديد، عملت بلغاريا وبيزنطة على محاولة التقارب. تزوّجت ابنة الإمبراطور البلغاري، كيراتسا، من أندرونيكوس، وهو الابن الرضيع للإمبراطور البيزنطي الجديد يوحنا الخامس باليولوج في عام 1355. ولسوء الحظ، فإن العلاقات الجديدة بين عائلتي تارنوفو والقسطنطينية لم ترق إلى مستوى التوقّعات في الوصول إلى ردّ فعلٍ أبرز على الغزاة العثمانيين.